# L'Accusé (film, 2016)
Pour les articles homonymes, voir L'Accusé.
Pour plus de détails, voir Fiche technique et Distribution.
L'Accusé (Contratiempo) est un film policier espagnol réalisé par Oriol Paulo, sorti en 2016.

## Synopsis
Le jeune homme d'affaires Adrián Doria se réveille à l’hôtel à côté du cadavre de sa maîtresse, Laura. Accusé d'assassinat, il va passer en procès. Afin d'éviter un conflit d'intérêts, son ami avocat, Felix Leiva, lui trouve une avocate qui le coache pour son procès. Le temps presse car l'accusation a appelé un invité surprise, dont l'identité est tenue secrète, à témoigner contre Adrián...

## Fiche technique
- Titre original : Contratiempo
- Titre français : L'Accusé
- Réalisation : Oriol Paulo
- Scénario : Oriol Paulo
- Photographie : Xavi Giménez
- Musique : Fernando Velázquez
- Pays d'origine :  Espagne
- Durée : 106 minutes
- Budget : 4 000 000 €
- Dates de sortie :
  - Espagne : 23 septembre 2016 (Fantastic Fest)
6 janvier 2017 (sortie nationale)
  - France : 9 août 2017 (VoD)

## Distribution
Note: il existe deux doublages français, celui présent sur le DVD a été réalisé par la société de doublage Audioprojects, puis un redoublage a été réalisé pour la sortie sur Netflix par la société de doublage Studio VOA. Le nom des comédiens de doublage de la version réalisée par Studio VOA est mentionné en italique ci-dessous.
- Mario Casas (VF : Julien Chettle / Martial Le Minoux) : Adrián Doria (francisé « Adrian » dans la VF Netflix)
- Ana Wagener (VF : Sylvie Santelli / Nathalie Homs) : Virginia Goodman
- José Coronado (VF : Éric Bonicatto / Jean-François Vlérick) : Tomás Garrido
- Bárbara Lennie (VF : Caroline Lemaire / Delphine Braillon) : Laura Vidal
- Francesc Orella (VF : Philippe Mijon / Gérard Dessalles) : Félix Leiva
- Paco Tous (VF : Jean-Paul Szybura / Olivier Peissel) : Le conducteur
- David Selvas (VF : Michel Barrio / ?) : Bruno
- San Yélamos (VF : Sophie Ostria / Caroline Cadrieu) : Sonia
- Jordi Brunet (VF : Jean-Didier Aïssy / Olivier Peissel) : Agent
- Ruth Llopis (VF : ? / Caroline Cadrieu) : Eva

Source et légende : Version française (VF) sur carton du doublage français DVD et Netflix 

## Accueil
Les critiques se partagent lors de la sortie en fractions égales : Filmaffinity relève 5 critiques positives, 5 négatives, 5 neutres. Certains lui reprochent les invraisemblances et les retournements excessifs du scénario, quand d'autres voient au contraire la maîtrise diabolique du scénario comme sa première qualité, servie par l'élégance de la réalisation.
Si le film est froidement reçu par l'ensemble de la critique espagnole, qui y voit un film confus et invraisemblable, la presse internationale, notamment argentine, est beaucoup plus positive : Clarín y voit un « bon thriller » au scénario efficace et aux acteurs talentueux ; La Nación souligne l'« atmosphère asphyxiante » et le « final insolite et effrayant » de ce film « plein de suspense et d'émotion » qui « explore la nature humaine face à des situations limites ».
L'accueil public est de son côté excellent, L'Accusé obtenant les excellentes moyennes de 4,4/5 sur Allociné et de 8,1/10 sur IMDb, où il est le film espagnol le plus commenté depuis La piel que habito[réf. nécessaire]. Il obtient un prix du public lors du festival de Portland et fait l'objet d'un engouement rare en Asie et notamment en Chine.

## Remake
En 2018, sort un remake italien, intitulé Le Témoin invisible, adapté et réalisé par Stefano Mordini.
En 2019, sort un remake indien, intitulé Badla, adapté et réalisé par Sujoy Ghosh.
Evaru (2019), de Venkat Ramji, avec Adivi Sesh et Regina Cassandra est une adaptation indienne en langue télougu.